# Angela Diana Di Francesca
Angela Diana Di Francesca (Cefalú, provincia de Palermo, Sicilia, Italia 1954-2014, ibíd.) fue una escritora, poeta, animadora cultural italiana.
Su vocación poética comienza precozmente: muy joven gana un premio de poesía (Premio Ce. Si) cuyo jurado fue presidido por Carlo Bo.
Su libro de cuentos La rosa e il labirinto ha sido señalado para el Premio Mondello, sección
Mejor Primera obra.
Sus poesías se distinguen por la búsqueda de un lenguaje poético a menudo metafórico
y onírico, pero siempre anclado en el mundo de la psique y de los sentimientos.
Es autora de numerosos ensayos breves y estudios, y ensayos entre los cuales
"Scrittura al femminile", escrito para la manifestación " Mujeres y escritura", con Dacia Maraini, y publicada en revistas y sitios Web de literatura. (enlace roto disponible en Internet Archive; véase el historial, la primera versión y la última).
Presente en la sección de las mujeres escritoras (Italian Writers) de la Universidad de Chicago, colaboró en 2006 en la compilación del Diccionario Biográfico Siciliane, presentado en la Feria Internacional del Libro de Turín.
En 2005 es entre los poetas de " Isla virtual ", 51 ° Bienal de Venecia,
acontecimiento en línea por Caterina Davinio, en el expo Isla de la Poesía, de Marco Nereo Rotelli, curador Achille Bonito Oliva.
A tres de sus poesías le ha puesto música el compositor alemán Franz Surges.
En 2009 representa la nacción italiana en el Festival Internacional de Poesía Ars Poetica de Bratislava. y es mencionada en el Diario de Argentina (Corrientes) Época.
Colabora con articlos culturales con muchas revistas y diarios entre los cuales La Repubblica (edición de Palermo).
Paralelamente a la literatura siguió las luchas para la emancipación femenina.
Una de sus provocaciones intelectuales (Años 1970), significativa
en un lugar como la Sicilia - (la petición de inscripción de un grupo de mujeres a un club masculino) - aportó una contribución a la discusión en las temáticas femeninas llamando la atención de los más importantes radios y periódicos italianos La Repubblica, Corriere della Sera, L'Espresso, La Stampa, RAIUNO) sobre el sujeto de la discriminación sexista.
Es también actriz teatral y reading performer, formada en la escuela del Maestro Accursio Di Leo.

## Publicaciones
- I ponti del normale, poesía, ed. Vittorietti, 1977
- La rosa e il labirinto, cuentos, Kefagrafica ed. 1992
- Falsi indizi, poesía ed. Cultura Duemila, 1993
- Le ragioni della notte, poesía, ed. ILA Palma,(Italia Latinoamérica) 1999
- Mágica Cefalù: qualcos'altro su Cefalù, estudio, Marsala Ed. 2004

## Publicaciones antológicas
- La donna dei media, Edizioni del Consiglio dei ministri, 1992
- Pagine, (cuento: "Anarchico e Giullare"), ed. ILA Palma, 2004 (1.er Premio Concours Polis Kephaloidion)
- Il Segreto delle fragole, (poesía: "Io che posso scegliere"), edizioni Lietocolle, 2006
- I Poeti del Parco, (poesía), Arianna ed. 2006.
- Plumelia, revista literaria curada por Aldo Gerbino-estudio, 2006.
- Le Siciliane, ed Romeo 2006.

## Revistas
- Debutto; In attesa (cuentos) en Noi Donne, 1983 (Premio de la revista "Noi Donne").
- Radici (cuento), en Nuove Effemeridi, 1994.
- Semidei (cuento), en Storie,revista internacional de literatura, 1997.
- La figlia del Tintoretto (cuento), en Erba d'Arno, Florencia. 2000.
- Ritratto di Accursio Di Leo, en Servoscena, 2000.
- Chi ti ha visto (cuento), en Mezzocielo, 2005,revista ideada por Letizia Battaglia (Traducido en lengua árabe por Asma Gherib).
- Ce ne ricorderemo, di questo pianeta(nosotros recodaremos este planeta)-note sull'ultimo enigma di Leonardo Sciascia, in A futura memoria, Amici di Sciascia, 2009 [6], Ralentir Travaux [7], di Maurice Darmon [8], italianista, traductor de Leonardo Sciascia.